# فريدريك توماس غراي
فريدريك توماس غراي (بالإنجليزية: Frederick Thomas Gray)‏ هو سياسي أمريكي، ولد في 10 أكتوبر 1918، وتوفي في 1992 في الولايات المتحدة. انتخب عضو مجلس ولاية فرجينيا.